# 38 Virginis
38 Virginis – gwiazda w gwiazdozbiorze Panny, oddalona od Słońca o około 107 lat świetlnych. W 2016 roku odkryto krążącą wokół niej planetę 38 Virginis b.

## Charakterystyka
Jest to żółto-biały karzeł, gwiazda nieco jaśniejsza i gorętsza od Słońca. Istnieją dwie rozbieżne oceny wieku tej gwiazdy, jest to 1,9 miliarda lat bądź 600 milionów lat. Młodszy wiek zgadza się z hipotezą, że gwiazda jest członkiem gromady Hiad.

## Układ planetarny
Wokół gwiazdy krąży gazowy olbrzym 38 Virginis b o masie minimalnej 4,5 raza większej niż masa Jowisza. Planeta obiega gwiazdę po orbicie o bardzo małym mimośrodzie.